# Leon Žitnik
Leon Žitnik, slovenski kanuist, * 1937.
Žitnik je na svetovnih prvenstvih leta 1963 v Špitalu ob Dravi osvojil srebrno medaljo v disciplini C-2 ekipno, v ekipi so bili še Janez Andrejašič, Jože Gerkman, Milan Vidmar, Franc Žitnik in Borut Justin.
Tudi njegov sin Marko je kanuist.